# Università di Franeker
L'Università di Franeker o Accademia della Frisia (in olandese Universiteit Franeker o De academia van Vrieslant, in latino Academiae Franekerensis) fu un'università con sede a Franeker, in Frisia, oggi regione dei Paesi Bassi, di cui era la seconda università per importanza e per anzianità.
L'università fu istituita infatti appena un decennio dopo l'Università di Leida, su pressione dello statolder della Frisia Willem Lodewijk van Nassau-Dillenburg. La fondazione fu decisa nel 1584 e negoziata il 10 luglio dello stesso anno (lo stesso giorno dell'attacco a Delft da parte di Guglielmo d’Orange) da Rombertus van Uylenburgh, sindaco di Leeuwarden (nonché padre di Saskia van Uylenburgh e suocero di Rembrandt).
Fra i motivi principali della sua nascita vi fu la volontà da parte delle famiglie locali di permettere ai figli di studiare senza spostarsi a Leida, considerando in particolare tutti i costi che questo avrebbe comportato.
Comprendeva facoltà di teologia, legge, medicina, filosofia, matematica e fisica. Fra i suoi alunni e professori si possono elencare anche molti puritani che, scappando dalle persecuzioni del vescovo William Laud in Gran Bretagna, vi soggiornarono prima di imbarcarsi per il Nord America (come ad esempio Peter Stuyvesant).
Durante il Secolo d'oro olandese l'Università ebbe una reputazione eccellente, in particolare in teologia ed astronomia, ma subì un declino vistoso a partire dal Settecento che fu drammaticamente accentuato dagli eventi bellici di fine secolo (guerra contro l'Inghilterra ed invasione francese); per questo motivo fu chiusa da Napoleone nel 1811, assieme all'Università di Harderwijk e all'Università di Utrecht, anche se quest'ultima fu poi riaperta nel 1815.